# Ембу (Кенія)
Ембу (англ. Embu, суах. Embu) — місто в Кенії, столиця Східної провінції та однойменного округу.

## Географія
Висота міста становить 1293 метра над рівнем моря. Ембу розташоване приблизно за 120 км на північний схід від столиці країни, міста Найробі, на південно-східних схилах гори Кенія.

### Клімат
Місто знаходиться у зоні, котра характеризується кліматом тропічних саван. Найтепліший місяць — березень із середньою температурою 23.3 °C (74 °F). Найхолодніший місяць — липень, із середньою температурою 20.2 °С (68.3 °F).
| Клімат Ембу             | Клімат Ембу | Клімат Ембу | Клімат Ембу | Клімат Ембу | Клімат Ембу | Клімат Ембу | Клімат Ембу | Клімат Ембу | Клімат Ембу | Клімат Ембу | Клімат Ембу | Клімат Ембу | Клімат Ембу |
| Показник                | Січ.        | Лют.        | Бер.        | Квіт.       | Трав.       | Черв.       | Лип.        | Серп.       | Вер.        | Жовт.       | Лист.       | Груд.       | Рік         |
| Середній максимум, °C   | 28,7        | 30,3        | 30,4        | 28,6        | 27,2        | 26,4        | 25,1        | 25,4        | 28,2        | 29,5        | 27,5        | 27,2        | 27,9        |
| Середня температура, °C | 21,2        | 22,3        | 23,4        | 23          | 22,2        | 21          | 20,1        | 20,3        | 22          | 23,2        | 21,9        | 20,9        | 21,8        |
| Середній мінімум, °C    | 13,7        | 14,3        | 16,3        | 17,4        | 17,2        | 15,6        | 15,2        | 15,2        | 15,8        | 16,9        | 16,4        | 14,7        | 15,7        |
| Норма опадів, мм        | 41          | 34          | 64          | 218         | 139         | 21          | 28          | 11          | 17          | 86          | 189         | 45          | 893         |
| Днів з дощем            | 4           | 3           | 7           | 13          | 10          | 3           | 3           | 4           | 2           | 8           | 15          | 5           | 77          |
| ----------------------- | ----------- | ----------- | ----------- | ----------- | ----------- | ----------- | ----------- | ----------- | ----------- | ----------- | ----------- | ----------- | ----------- |
| Джерело: Weatherbase    |             |             |             |             |             |             |             |             |             |             |             |             |             |

## Демографія
Населення міста за роками:
| 1979   | 1989   | 1999   | 2010   |
| ------ | ------ | ------ | ------ |
| 15 986 | 26 525 | 31 500 | 36 981 |

## Відомі уродженці
- Джон Нджуе — кенійський кардинал